# Muertos Una Vez
Muertos una vez é uma banda de rock alternativo e Hardcore cristã mexicana liderada por Gamaliel Morán, de Durango, México.

## Biografia
A Banda começou em sua cidade natal, Durango no México, tendo início em 1997, em 1999 lança um ablum independente o primeiro da banda "Gamaliel y muertos una vez". O álbum criou uma fama no cenário cristão mexicano o grupo liderado por Gamaliel começou a fazer turnês por toda a América, mais trabalhos começaram a ser lançados e ocasionou o álbum "Vago" em 2004.pelo selo Vivos Records.
Depois de 4 anos sem novas canções a banda anuncia o novo álbum denominado "Translacion" para sair em 2008. A Banda ja foi premiado pelo prêmio ARPA da música cristã e suas principais cançoes são "Cuando llegara el Final", "de Frente" "Sombra" e "Vago". Em 2007 se integram novos membros os irmãos Israel e Miguel Reyes.
O Nome "Muertos Una Vez", vem da explicação biblica de Jesus com Nicodemos em João 3, morrer e nacer novamente.

## Integrantes
- Gamaliel Morán - Voz
- Milton Morán - Bateria
- Israel Reyes - Guitarra
- Miguel Reyes -  Baixo

## Ligações Externas
- Perfil no MySpace
- Sitio Oficial